# HR 6806
HR 6806은 분광형 K2V의 주계열성으로 단독성이자 오렌지색 왜성이며, 지구에서 허큘리스자리 방향으로 36광년 떨어져 있다.